# Банксія
Банксія (Banksia) — рід з близько 170 видів рослин родини протейних (Proteaceae), поширений виключно в Австралії. Лише один вид, Banksia dentata, росте на Новій Гвінеї та дрібних островах навколо неї. Вони характерні для різноманітних біотопів, від склерофільних лісів до дощових лісів, заростів чагарників та трав'янистих степів, але не для пустель.
Ці рослини широко вирощуються як декоративні завдяки їх характерним суцвіттям з квітками і плодами. Різні види варіюють від кущів до дерев висотою до 30 м. Висота в північних тропічних районах у рослин менше, ніж у південних помірних. Листя у банксій нагадує пташине перо, суцвіття циліндричні, часто нагадують шишки. Більшість видів достатньо легко переносять пожежі, а у деяких видів вогонь навіть сприяє звільненню насіння.
Банксія виробляє велику кількість нектару та є важливою частиною харчового ланцюжку австралійських екосистем. Ними харчуються багато нектароїдних тварин, зокрема птахів, кажанів, гризунів, опосумів, бджіл та багатьох інших безхребетних. Також ці квітки важливі для австралійської квіткової та садової індустрії. Проте багато видів банксії знаходяться під загрозою через збільшення територій, що використовуються для потреб сільського господарства, та через хвороби, через що багато видів зараз знаходяться під загрозою зникнення.